# غلامحسین پیروانی
غلامحسین پیروانی (زادهٔ ۹ فروردین ۱۳۳۴ در شیراز) بازیکن سابق و مربی فوتبال اهل ایران است. دو برادر به نام امیرحسین پیروانی و افشین پیروانی دارد.
او در جوانی کاپیتان تیم ملی امید ایران و در بزرگسالی بازیکن باشگاه برق شیراز بود و تمامی دوران فوتبالش را در این تیم سپری کرد. او را در ایران بخاطر نوحه‌خوانی با لقب شاه غلام می‌شناسند.
پس از پایان عمر بازیکنی به مربیگری تیم‌هایی چون فجر سپاسی شیراز و برق شیراز پرداخت.
وی مدتی هدایت تیم ملی امید ایران را به عنوان سرمربی نیز به عهده داشت.
وی در ۱۳ دی ماه ۱۳۹۰ به عنوان مدیر فنی تیم ملی فوتبال ناشنوایان و مشاور فرهنگی فدراسیون ورزشهای ناشنوایان انتخاب شد. غلامحسین پیروانی از تاریخ ۲۰ خرداد ماه ۱۳۹۱ به عنوان سرمربی تیم فوتبال ابومسلم خراسان در این باشگاه فرهنگی ورزشی و در مشهد مشغول به فعالیت شد اما در تاریخ ۲۲ آبان ۱۳۹۱ تصمیم به جدایی از این تیم گرفت.

## افتخارات
بازیکن
تیم ملی زیر ۱۹ سال
- مسابقات فوتبال زیر ۱۹ سال آسیا:
  - قهرمانی (۲): ۱۹۷۳، ۱۹۷۴

مربی
فجر سپاسی شیراز
- جام حذفی فوتبال ایران:
  - قهرمانی (۱): ۸۰–۱۳۷۹
  - نایب قهرمانی (۲): ۸۲–۱۳۸۱، ۸۱–۱۳۸۰